# EPrix van Putrajaya 2015
De ePrix van Putrajaya 2015 werd gehouden op 7 november 2015 op het Putrajaya Street Circuit. Het was de tweede race van het seizoen.
De race werd gewonnen door Lucas di Grassi voor ABT Schaeffler Audi Sport. Sam Bird werd tweede voor DS Virgin Racing Formula E Team en Andretti Formula E Race Team-coureur Robin Frijns maakte het podium compleet.

## Kwalificatie
| Pos | No | Coureur                | Team                            | Q1       | Q2       | Grid |
| --- | -- | ---------------------- | ------------------------------- | -------- | -------- | ---- |
| 1   | 9  | Sébastien Buemi        | Renault e.Dams                  | 1:19.821 | 1:20.196 | 1    |
| 2   | 4  | Stéphane Sarrazin      | Venturi Formula E Team          | 1:20.213 | 1:20.639 | 2    |
| 3   | 6  | Loïc Duval             | Dragon Racing                   | 1:20.251 | 1:20.886 | 3    |
| 4   | 55 | António Félix da Costa | Team Aguri                      | 1:20.414 | 1:20.975 | 4    |
| 5   | 8  | Nicolas Prost          | Renault e.Dams                  | 1:20.401 | 1:21.786 | 5    |
| 6   | 11 | Lucas di Grassi        | ABT Schaeffler Audi Sport       | 1:20.449 |          | 6    |
| 7   | 7  | Jérôme d'Ambrosio      | Dragon Racing                   | 1:20.496 |          | 7    |
| 8   | 27 | Robin Frijns           | Andretti Formula E Race Team    | 1:20.546 |          | 8    |
| 9   | 21 | Bruno Senna            | Mahindra Racing Formula E Team  | 1:20.616 |          | 9    |
| 10  | 66 | Daniel Abt             | ABT Schaeffler Audi Sport       | 1:20.679 |          | 10   |
| 11  | 23 | Nick Heidfeld          | Mahindra Racing Formula E Team  | 1:20.727 |          | 11   |
| 12  | 12 | Jacques Villeneuve     | Venturi Formula E Team          | 1:20.754 |          | 12   |
| 13  | 25 | Jean-Éric Vergne       | DS Virgin Racing Formula E Team | 1:20.820 |          | 13   |
| 14  | 2  | Sam Bird               | DS Virgin Racing Formula E Team | 1:20.905 |          | 14   |
| 15  | 77 | Nathanaël Berthon      | Team Aguri                      | 1:21.270 |          | 15   |
| 16  | 1  | Nelson Piquet jr.      | NEXTEV TCR Formula E Team       | 1:21.559 |          | 16   |
| 17  | 88 | Oliver Turvey          | NEXTEV TCR Formula E Team       | 1:21.611 |          | 17   |
| 18  | 28 | Simona De Silvestro    | Andretti Formula E Race Team    | 1:21.958 |          | 18   |

## Race
| Pos | No | Coureur                | Team                            | Rondes | Tijd/Oorzaak uitval | Grid | Punten |
| --- | -- | ---------------------- | ------------------------------- | ------ | ------------------- | ---- | ------ |
| 1   | 11 | Lucas di Grassi        | ABT Schaeffler Audi Sport       | 33     | 50:17.449           | 6    | 25     |
| 2   | 2  | Sam Bird               | DS Virgin Racing Formula E Team | 33     | +13.884             | 14   | 18     |
| 3   | 27 | Robin Frijns           | Andretti Formula E Race Team    | 33     | +29.776             | 8    | 15     |
| 4   | 4  | Stéphane Sarrazin      | Venturi Formula E Team          | 33     | +32.638             | 2    | 12     |
| 5   | 21 | Bruno Senna            | Mahindra Racing Formula E Team  | 33     | +34.404             | 9    | 10     |
| 6   | 55 | António Félix da Costa | Team Aguri                      | 33     | +36.925             | 4    | 8      |
| 7   | 66 | Daniel Abt             | ABT Schaeffler Audi Sport       | 33     | +37.283             | 10   | 6      |
| 8   | 1  | Nelson Piquet jr.      | NEXTEV TCR Formula E Team       | 33     | +40.623             | 16   | 4      |
| 9   | 23 | Nick Heidfeld          | Mahindra Racing Formula E Team  | 33     | +52.904             | 11   | 2      |
| 10  | 8  | Nicolas Prost          | Renault e.Dams                  | 33     | +53.695             | 5    | 1      |
| 11  | 12 | Jacques Villeneuve     | Venturi Formula E Team          | 33     | +58.698             | 12   |        |
| 12  | 9  | Sébastien Buemi        | Renault e.Dams                  | 33     | +1:07.728           | 1    | 5      |
| 13  | 28 | Simona De Silvestro    | Andretti Formula E Race Team    | 33     | +1:24.464           | 18   |        |
| 14  | 7  | Jérôme d'Ambrosio      | Dragon Racing                   | 32     | Ongeluk             | 7    |        |
| 15  | 77 | Nathanaël Berthon      | Team Aguri                      | 32     | +1 ronde            | 15   |        |
| 16  | 6  | Loïc Duval             | Dragon Racing                   | 29     | Uitgevallen         | 3    |        |
| DNF | 88 | Oliver Turvey          | NEXTEV TCR Formula E Team       | 4      | Ongeluk             | 17   |        |
| DNF | 25 | Jean-Éric Vergne       | DS Virgin Racing Formula E Team | 0      | Ongeluk             | 13   |        |

## Standen na de race

### Coureurs
| Positie | Rijder          | Team                            | Punten |
| ------- | --------------- | ------------------------------- | ------ |
| 1       | Lucas di Grassi | ABT Schaeffler Audi Sport       | 43     |
| 2       | Sébastien Buemi | Renault e.Dams                  | 35     |
| 3       | Sam Bird        | DS Virgin Racing Formula E Team | 24     |
| 4       | Nick Heidfeld   | Mahindra Racing Formula E Team  | 17     |
| 5       | Robin Frijns    | Andretti Formula E Race Team    | 16     |

### Constructeurs
| Positie | Team                            | Punten |
| ------- | ------------------------------- | ------ |
| 1       | ABT Schaeffler Audi Sport       | 49     |
| 2       | Renault e.Dams                  | 36     |
| 3       | Mahindra Racing Formula E Team  | 27     |
| 4       | DS Virgin Racing Formula E Team | 25     |
| 5       | Dragon Racing                   | 22     |